# Białowieża (województwo opolskie)
Białowieża – wieś w Polsce położona w województwie opolskim, w powiecie nyskim, w gminie Kamiennik.
W latach 1975–1998 miejscowość administracyjnie należała do ówczesnego województwa opolskiego.

## Części wsi
| SIMC    | Nazwa    | Rodzaj     |
| ------- | -------- | ---------- |
| 0495830 | Siodłary | przysiółek |
| 0495846 | Suliszów | przysiółek |

## Nazwa
W księdze łacińskiej Liber fundationis episcopatus Vratislaviensis (pol. Księga uposażeń biskupstwa wrocławskiego) spisanej za czasów biskupa Henryka z Wierzbna w latach 1295–1305 miejscowość wymieniona jest w zlatynizowanych formach Belaweza oraz Belewiza w szeregu wsi lokowanych na prawie polskim iure polonico z których biskupstwo pobierało dziesięcinę.

## Historia
Od XIX w. wieś posiadała pieczęć gminną, na której wizerunku przedstawiono stojący snop zboża, z obu stron snopa po jednym sierpie.